# 27899 Letterman
27899 Letterman este un asteroid din centura principală de asteroizi.

## Descriere
27899 Letterman este un asteroid din centura principală de asteroizi. A fost descoperit pe 18 august 1996 la Sudbury de Dennis di Cicco. Asteroidul prezintă o orbită caracterizată de o semiaxă mare de 2,92 ua, o excentricitate de 0,09 și o înclinație de 2,6° în raport cu ecliptica.